# Final Doom
Final Doom est un jeu vidéo du type jeu de tir à la première personne qui utilise le moteur du jeu, les objets et les personnages de Doom II. Il est constitué de deux MegaWads (fichiers de niveaux .wad) contenant 32 niveaux, TNT: Evilution principalement par la Team TNT (en), et The Plutonia Experiment par les frères Milo et Dario Casali. Final Doom est sorti en 1996 et distribué en tant que produit officiel d'id Software. En complément des versions PC et Macintosh,, Final Doom est également sorti sur PlayStation ; cette version inclut une sélection de niveaux de Final Doom et des Master Levels for Doom II combinés en un seul jeu.

## Accueil
| Doom II  |      |       |
| Média    | Nat. | Notes |
| GameSpot | US   | 46 %  |
| Gen4     | FR   | 2/6   |
| IGN      | US   | 70 %  |
| Joystick | FR   | 77 %  |